# Леобен (футбольный клуб)
«Леобен» — австрийский футбольный клуб из города Леобен. Основан в 1928 году. Домашние матчи проводит на стадионе «Донавиц», вмещающем 6000 зрителей.

## Достижения
8-е место в Австрийской Бундеслиге: (1)
- 1990-1991

Финалист Кубка Австрии: (1)
- 1994-1995